# Khu kinh tế Nhơn Hội
Khu kinh tế Nhơn Hội là khu kinh tế tại tỉnh Bình Định được Thủ tướng Chính phủ Việt Nam quyết định thành lập ngày 14/6/2005 với diện tích 12.000 ha trên địa bàn thành phố Quy Nhơn và một phần của các huyện Tuy Phước, Phù Cát. Khu Kinh tế Nhơn Hội được quy hoạch là khu kinh tế tổng hợp, đa ngành, đa lĩnh vực, có quy chế hoạt động riêng, bao gồm: khu phi thuế quan, khu công nghiệp, khu cảng biển và dịch vụ cảng biển, các khu du lịch, dịch vụ và khu đô thị mới, vận hành theo cơ chế ưu đãi đặc biệt, là trung tâm và động lực phát triển kinh tế - xã hội của tỉnh Bình Định và của khu vực miền Trung

## Các dự án lớn

### Vĩnh Hội Resort
Khu du lịch khách sạn nghỉ dưỡng Vĩnh Hội, thuộc Khu Kinh tế Nhơn Hội, nằm trên địa bàn xã Cát Hải, huyện Phù Cát, Tỉnh Bình định đã được Thủ tướng Chính phủ phê duyệt. UBND tỉnh Bình Định cấp giấy phép đầu tư vào tháng 12 năm 2006, có thời gian hoạt động 50 năm, và được Công ty ITC - Spectrum (Hoa Kỳ) khởi công ngày 03/12/2007 và cuối năm 2012, Chính phủ lại gia hạn cho dự án này thêm 5 năm nữa, tức là dự án này hoạt động 10 năm.

### Khu du lịch Hải Giang (Hải Giang Marry Land)
Chiều 30/3/2013, dự án Khu du lịch Hải Giang - do Tập Đoàn Hưng Thịnh làm chủ đầu tư đã được khởi công. Dự án thuộc xã Nhơn Hải - TP Quy Nhơn, nằm trong Khu kinh tế Nhơn Hội.

### Khu Du lịch Tâm Linh chùa Linh Phong
Ngày 01/8/2013 tại Bình Định, Ngân hàng TMCP Đầu tư và Phát triển Việt Nam (BIDV) đã tái khởi động triển khai xây dựng giai đoạn I dự án du lịch tâm linh tại quần thể khu du lịch lịch sử, sinh thái và tâm linh tại Núi Bà, xã Cát Tiến, huyện Phú Cát, tỉnh Bình Định.
Dự án có diện tích 63,41 ha với tính chất là khu du lịch văn hóa, lịch sử, tâm linh, là không gian nghỉ dưỡng sinh thái, giới thiệu các sản phẩm văn hóa, trung tâm dịch vụ công cộng, giải trí dã ngoại. Dự án gồm các hạng mục chính: tượng Phật, công viên thạch lâm, công viên trên núi, khu nghỉ dưỡng, cáp treo,…

### Nhơn Lý
Chiều 23/5/2015, tại Khu Kinh tế Nhơn Hội, Công ty cổ phần Tập đoàn (Hà Nội) đã đầu tư Dự án Quần thể resort, biệt thự nghỉ dưỡng và giải trí cao cấp Nhơn Lý được đầu tư với quy mô 162,5ha, trên địa bàn khu du lịch biển Nhơn Lý - Cát Tiến (Khu kinh tế Nhơn Hội, TP Quy Nhơn).